# به خانواده خوش آمدید
«به خانواده خوش آمدید» (به انگلیسی: Welcome to the Family) نام دومین ترانه از گروه هوی متال آمریکایی اونجد سون‌فولد از آلبوم کابوس است. ضبط این آهنگ از نوامبر ۲۰۰۹ تا آوریل ۲۰۱۰ به طول انجامید و در تاریخ ۱۹ اکتبر ۲۰۱۰ منتشر شد. این ترانه در بازی راک بند ۳ مورد استفاده قرار گرفت. ترانه به خانواده خوش آمدید مقام هشتم در بین بهترین ترانه های راک بیلبورد ایالات متحده و مقام هشتم بهترین ترانه های بهترین ترانه های راک بریتانیا را بدست آورد.